# Stazione di Vello
La stazione di Vello è una fermata ferroviaria della linea Brescia-Iseo-Edolo, a servizio dell'omonima frazione di Marone.

## Storia
Il progetto originario della ferrovia Iseo-Edolo non prevedeva una fermata nella frazione di Vello. Fu istituita per la richiesta avanzata dalla Deputazione provinciale della provincia di Brescia a seguito di consultazione popolare.
L'impianto entrò in servizio l'8 luglio 1907 assieme all'apertura al pubblico del tronco ferroviario da Iseo a Pisogne.

## Strutture e impianti
La fermata è dotata di un piccolo fabbricato viaggiatori, mentre il piazzale è composto dal solo binario di corsa della linea ferroviaria.
La banchina a servizio dell'unico binario è lunga 50 m.

## Movimento
La stazione è servita dai treni regionali (R) Brescia-Breno/Edolo, eserciti da Trenord nell'ambito del contratto di servizio stipulato con la Regione Lombardia.